# Fabinho Santos
Fábio José dos Santos, plus communément appelé Fabinho Santos, né le 26 juin 1973 au Brésil, est un footballeur brésilien. Il évolue comme milieu de terrain avant de devenir entraîneur.